# Amt Petershagen (Fürstentum Minden)

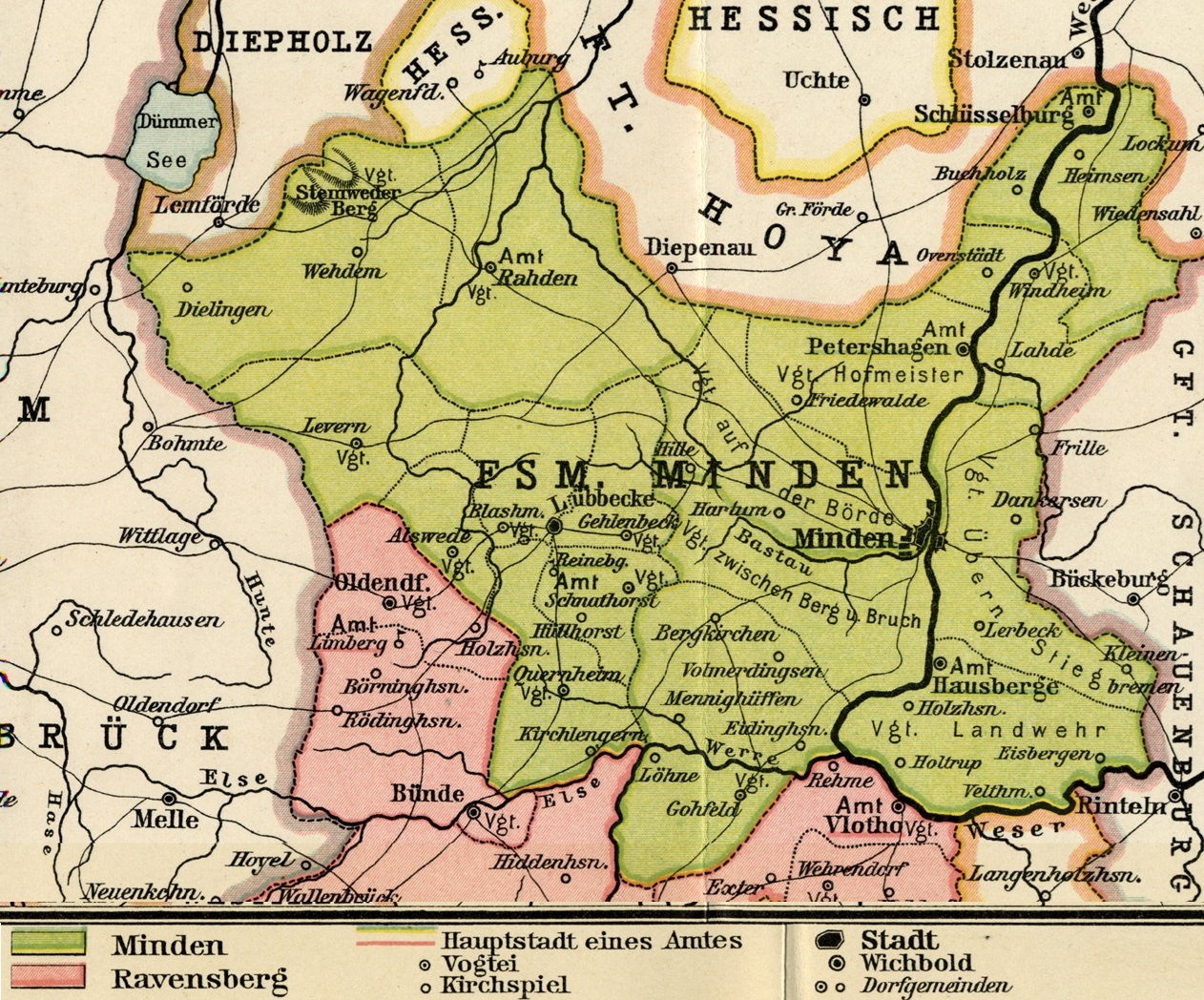
Das Fürstentum Minden mit seinen Ämtern und Vogteien

Das Amt Petershagen war eines der fünf Ämter des bis 1807 bestehenden Fürstentums Minden. Sein Gebiet gehört heute zu den Städten Minden und Petershagen sowie zur Gemeinde Hille im Kreis Minden-Lübbecke in Nordrhein-Westfalen.

## Geographie
Das Amt erstreckte sich rund um die nördlich von Minden gelegene Stadt Petershagen beiderseits der Weser
Im 18. Jahrhundert grenzte das Amt im Westen an die mindischen Ämter Reineberg und Rahden, im Norden an die Grafschaft Hoya und das mindische Amt Schlüsselburg, im Osten an die Grafschaft Schaumburg-Lippe und im Süden an das mindische Amt Hausberge sowie an die Stadt Minden. Seine Fläche betrug ca. 242 km².

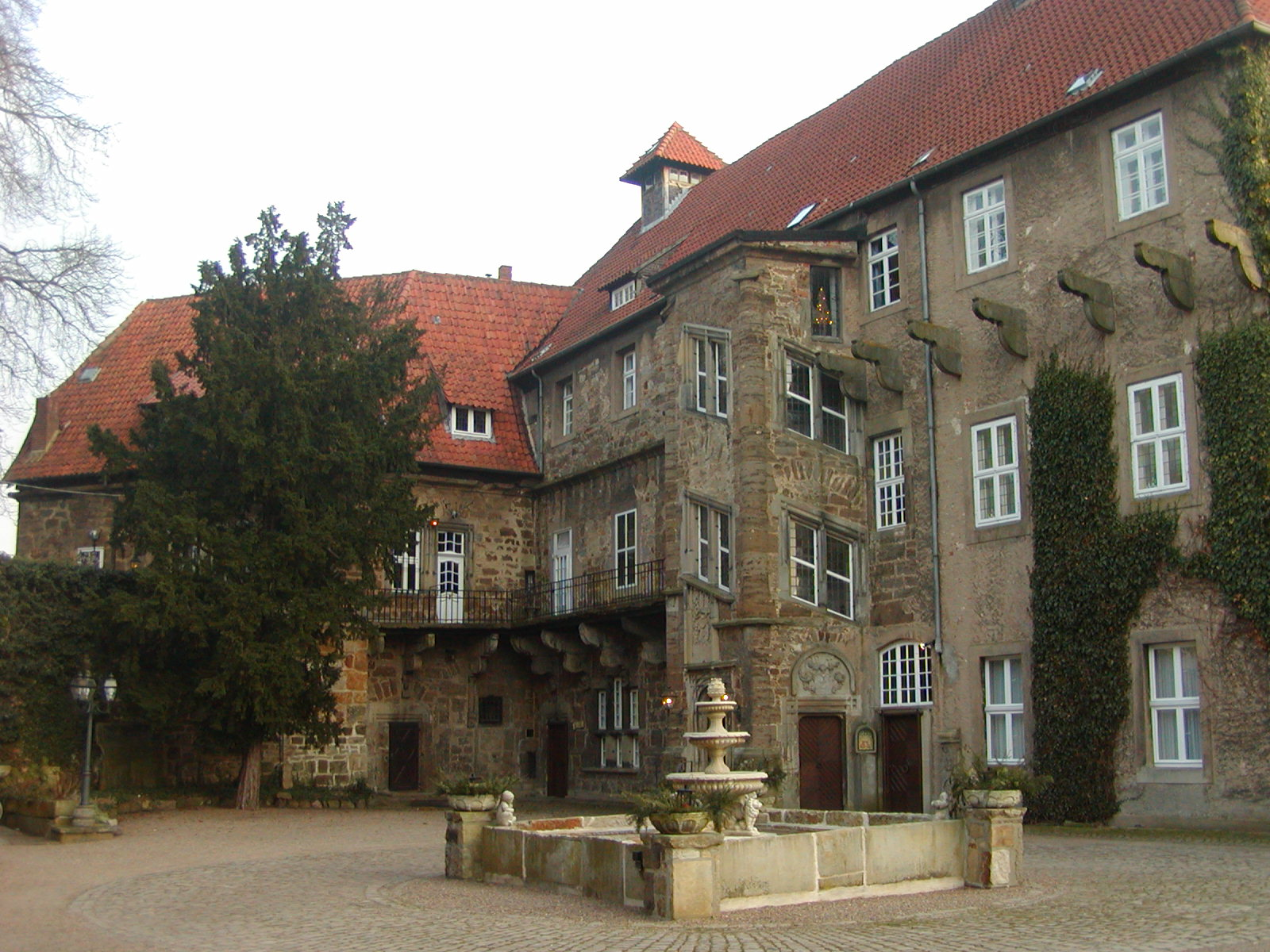
Das Schloss Petershagen

## Geschichte
Die Ursprünge des Amtes Petershagen lagen im 14. Jahrhundert, als in Petershagen die Burg Petershagen als eine der Landesburgen des Hochstifts Minden errichtet und Sitz des Amtes Petershagen wurde. Im 16. Jahrhundert wurde die Burg zu einem Schloss umgebaut. Das Hochstift Minden wurde 1648 säkularisiert und gelangte als Fürstentum Minden in den Besitz von Brandenburg-Preußen. Im Zuge der Neuordnung Deutschlands durch Napoleon I. wurde das Fürstentum Minden 1807 dem Königreich Westphalen eingegliedert. Dadurch wurde das Amt aufgelöst. Sein Gebiet fiel an die nach französischem Muster eingerichteten Kantone Petershagen, Hille und Windheim im Distrikt Minden. Von 1811 bis 1813 war das gesamte Gebiet des alten Amtes Petershagen von Frankreich annektiert. Nachdem das Gebiet 1813 wieder an Preußen gefallen war, kam es 1816 zum neuen Kreis Minden in der Provinz Westfalen. Im Kreis Minden deckten die neuen Ämter Hartum, Petershagen und Windheim ungefähr das Gebiet des alten Amtes Petershagen ab.

## Gliederung
Das Amt Petershagen war in die drei Vogteien Börde, Hofmeister und Windheim gegliedert:

### Vogtei Börde
Zur Vogtei Börde gehörten die Bauerschaften Friedewalde, Hahlen, Hartum, Hille, Holzhausen, Kutenhausen, Nordhemmern, Stemmer und Südhemmern sowie die adligen Güter Himmelreich und Wiekriede. Ihr Name bezog sich auf die bördetypische Charakteristik der dortigen Landschaft.

### Vogtei Hofmeister
Zur Vogtei Hofmeister gehörten die Stadt Petershagen sowie die Bauerschaften Eldagsen, Maaslingen, Meßlingen, Südfelde und Todtenhausen. Über diese Vogtei hatte ein bischöflicher Hofmeister die Aufsicht, der im Schloss Petershagen wohnte.

### Vogtei Windheim
Zur Vogtei Windheim gehörten die Bauerschaften Bierde, Gorspen-Vahlsen, Halle, Hävern, Ilse, Jössen, Lahde, Ovenstädt, Quetzen, Raderhorst, Rosenhagen und Windheim.

## Einwohnerzahlen
Die Vogteien und das gesamte Amt hatten 1788 die folgenden Einwohnerzahlen:
| Vogtei Börde      | 06.157 |
| Vogtei Hofmeister | 02.686 |
| Vogtei Windheim   | 03.025 |
| Amt Petershagen   | 11.868 |

## Drosten
Als Vertreter des jeweiligen Landesherren des Hochstifts bzw. des Fürstentums Minden stand dem Amt Petershagen ein Drost vor. Die Drosten des Amtes sind nur unvollständig und ohne genaue Angabe ihrer Amtszeit überliefert.
16. Jahrhundert
- Alhardt von Schloen gen. Gehle
- Friedrich von der Horst
- Caspar von Quernheim

17. Jahrhundert
- Volrad von der Decken
- Georg Friedrich von Oeffener
- Johann Gerhard von Ledebur
- Kurt Wilhelm von Lenthe

18. Jahrhundert
- August von Ilten
- Moritz Alexander von Cornberg
- Johann Christoph von Wylich und Lottum
- Friedrich Gotthelf von Falkenhayn